# Jimmie Nicol
James George "Jimmie" Nicol, född 3 augusti 1939 i London, är en brittisk trumslagare.
Nicol är mest känd för sitt korta inhopp i The Beatles under gruppens världsturné 1964, när Ringo Starr akut hamnat på sjukhus och opererat bort tonsillerna. Han spelade med Beatles på konserter i Danmark, Nederländerna, Hongkong och Australien, innan den tillfrisknade Starr reste ikapp och tog över trummandet.
Nicol fick ingen större karriär efter den korta stunden i rampljuset. Han gav ut några skivor och var dessutom medlem i den svenska gruppen The Spotnicks mellan 1965 och 1967.